# Villers (Loire)
Villers is een gemeente in het Franse departement Loire (regio Auvergne-Rhône-Alpes) en telt 550 inwoners (2005). De plaats maakt deel uit van het arrondissement Roanne.

## Geografie
De oppervlakte van Villers bedraagt 5,8 km², de bevolkingsdichtheid is 94,8 inwoners per km².
De onderstaande kaart toont de ligging van Villers (Loire) met de belangrijkste infrastructuur en aangrenzende gemeenten.

## Demografie
Onderstaande figuur toont het verloop van het inwonertal (bron: INSEE-tellingen).